# Relief de la France

Topographie de la France métropolitaine.

Le relief de la France métropolitaine est l’ensemble des irrégularités du sol de France métropolitaine, qui se mesurent par rapport au niveau de la mer. Le relief comporte les plaines, les plateaux et les zones montagneuses. Il dépend de la nature du sol, des failles et de l’érosion (dégradation par l’eau, le vent ou le gel).
Le relief de France métropolitaine présente une asymétrie entre la partie ouest et la partie est du pays : l'est comprend les principaux massifs montagneux (Jura‚ Alpes‚ Vosges‚ Morvan...) tandis que l'ouest est caractérisé par des plaines sauf du côté du Massif armoricain.

## Découpage

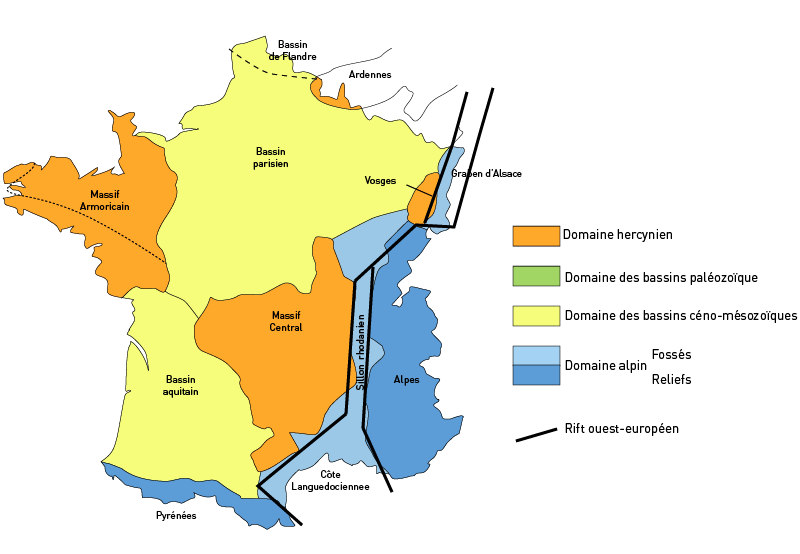
Découpage du relief français. Le rift ouest-européen jalonne une partie de la grande ligne en S.

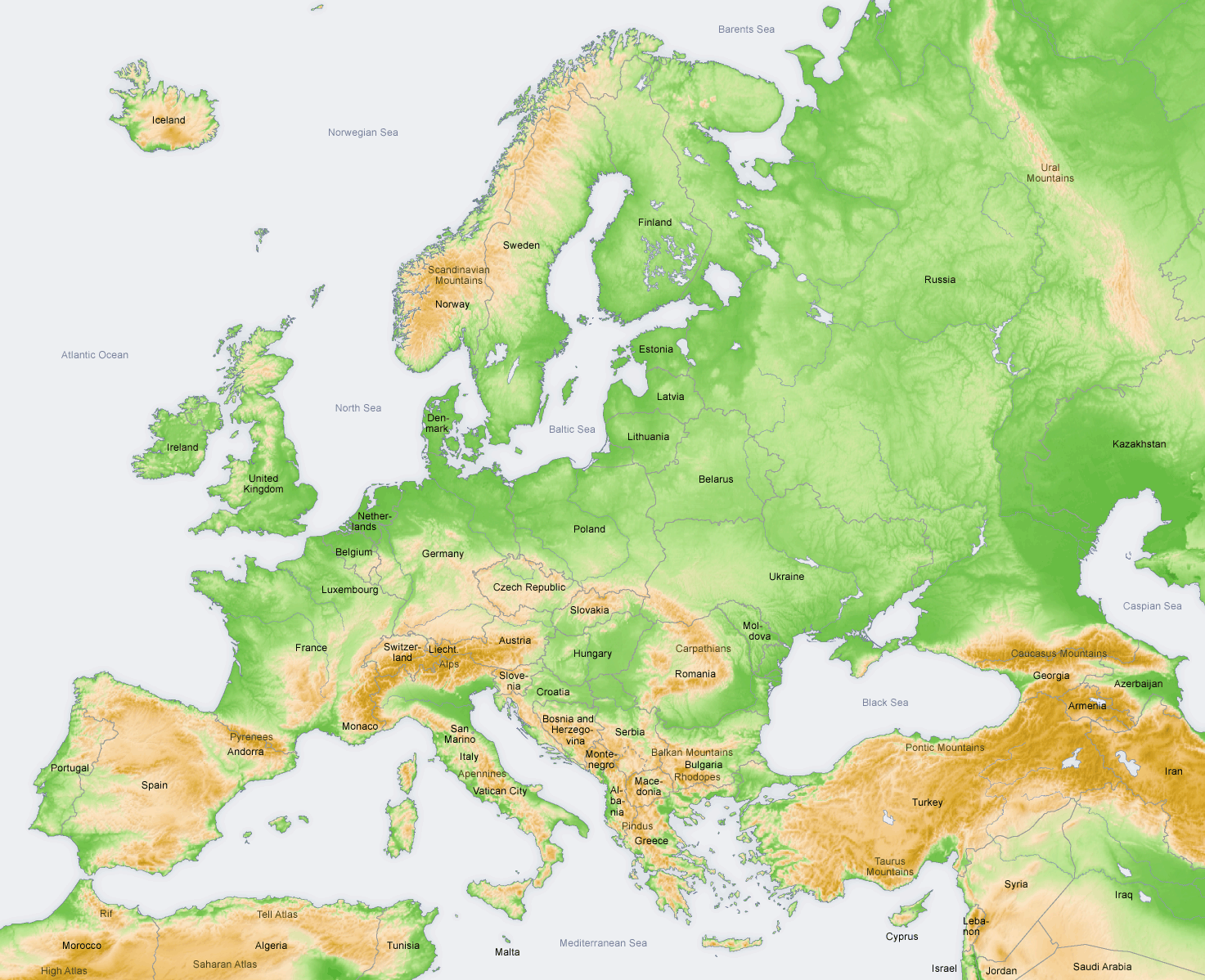
Un autre découpage propose les régions de basse altitude (Massif armoricain, Bassin parisien, Bassin aquitain) intégrées dans la grande plaine européenne, et au sud les régions de plus haute altitude (massifs montagneux : Pyrénées, Massif central, Alpes, Jura, Vosges).

La lecture d'une carte géologique montre des relations entre topographie et structures géologiques : par exemple l'orogenèse pyrénéenne a provoqué un flambage lithosphérique à l'origine de séries de « creux » (synformes) et de « bosses » (antiformes) d'axe NO-SE jusque dans le Bassin parisien.

Délimitation des six principales zones montagneuses.

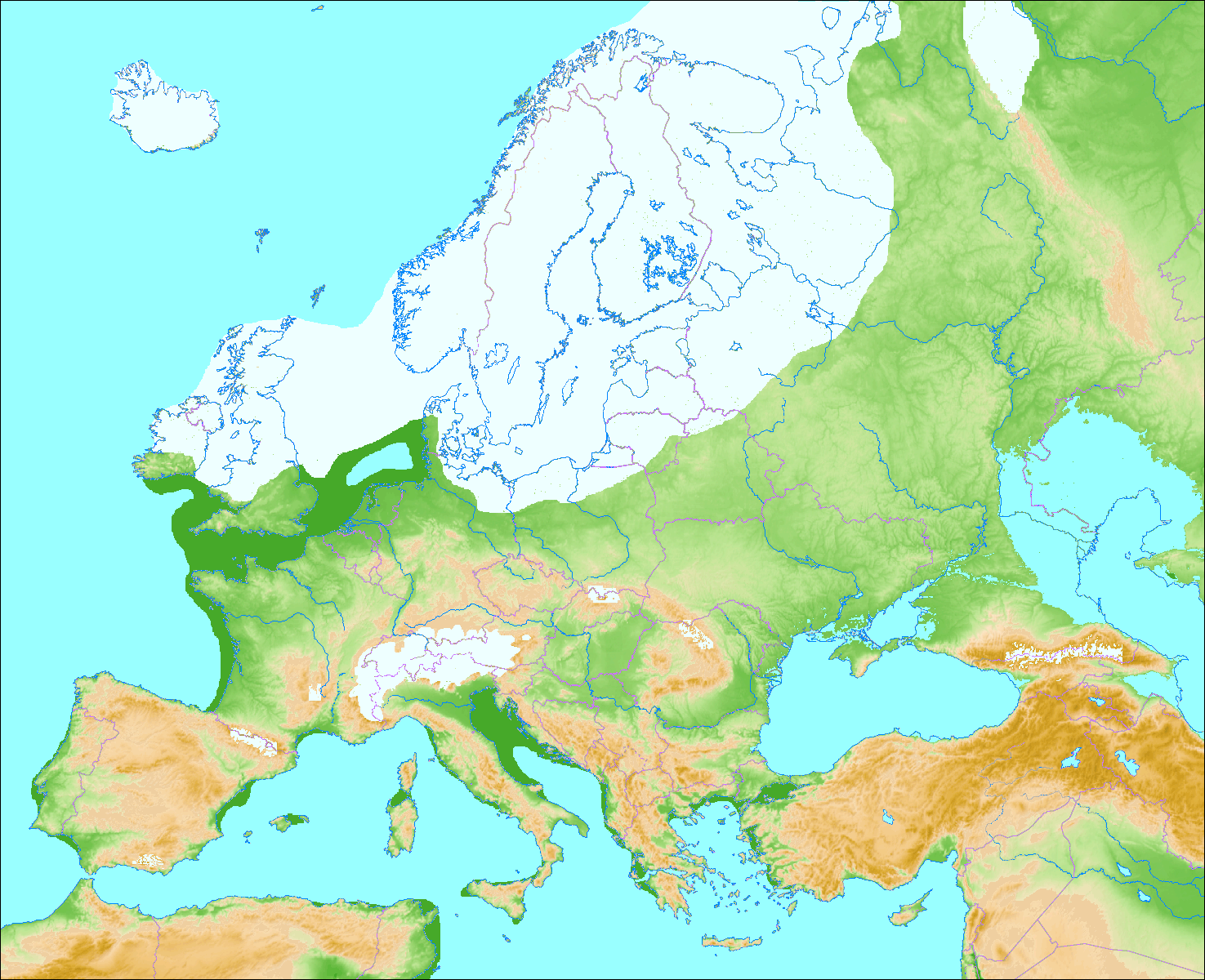
Carte montrant l'extension maximale des calottes glaciaires du Nord de l'Europe au cours du Vistulien et de son équivalent alpin le Würmien. Les principaux reliefs de la France métropolitaine (plaines, plateaux et montagnes) sont affectés par les processus glaciaires et périglaciaires.

Le relief de la France (topographie, géologie et géomorphologie) s'organise, selon la disposition idéale du géographe Philippe Pinchemel, autour d'une grande ligne directrice en « S » qui possède une triple signification altimétrique, hydrographique et structurale. Cette ligne découpée par plusieurs seuils (Seuil morvano-vosgien, du Charolais, de Jarez) dessine une forme sigmoïde constituée de plusieurs segments du rift ouest-européen (système de grabens disposé concentriquement autour de l'arc alpin) qui passent par des grandes régions naturelles : elle part du sud du Massif des Vosges (à l'est), descend la vallée du Rhône et s'infléchit vers l'ouest pour partir à l'ouest sur le sud du Massif central et le nord des Pyrénées, chaîne de montagnes séparant la France de l'Espagne.
Ce « S »  permet de séparer la France en deux grandes zones structurales :
- au nord-ouest de cette ligne se trouve le domaine hercynien datant de l'ère primaire et secondaire (bas-pays français) ;
- au sud-est se trouve le domaine pyrénéo-alpin datant de l'ère tertiaire et quaternaire (régions de hauts plateaux et de montagnes récentes) ;

Cette ligne est également une frontière altimétrique, climatique et une ligne de partage des eaux qui sépare les bassins hydrographiques orientés vers l'océan Atlantique (y compris la Manche et la mer du Nord) et de la Méditerranée :
- la zone hercynienne a des pentes « arrondies » et de moindre ampleur que la zone alpine qui est beaucoup plus escarpée avec des zones au-dessus de 4 000 m d'altitude ;
- à l'ouest, les cours d'eau se jettent dans l'Atlantique, au sud est les cours d'eau se jettent dans celui de la Méditerranée ;
- à l'ouest le climat est sous influence océanique, au sud-est le climat est sous influence méditerranéenne s'atténuant en arrivant au Massif du Jura[4].

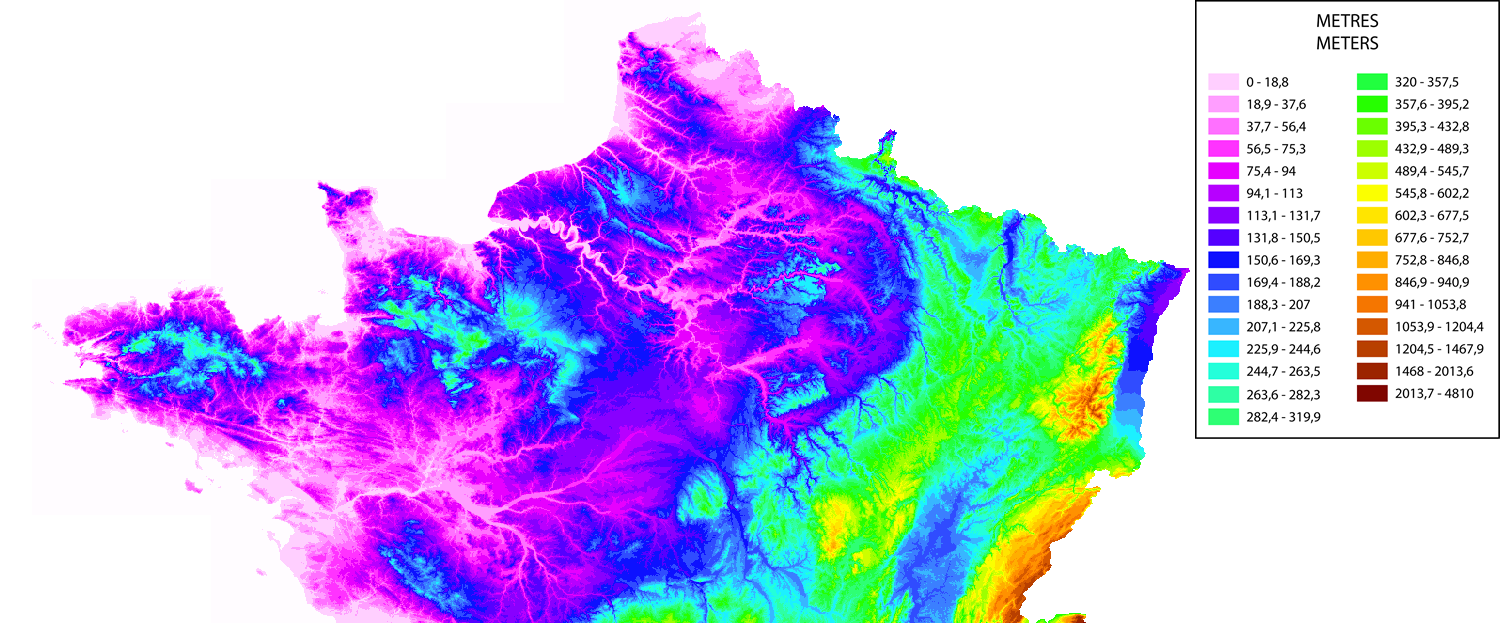
Relief du Nord de la France.
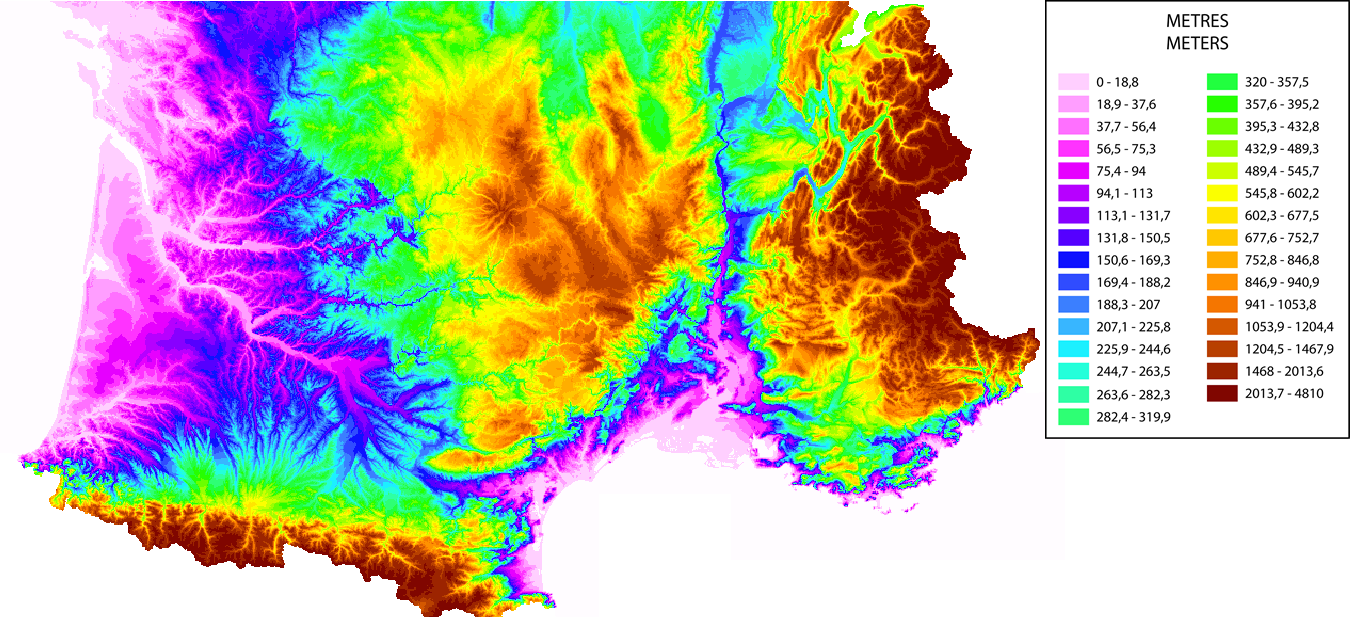
Relief du Sud de la France.
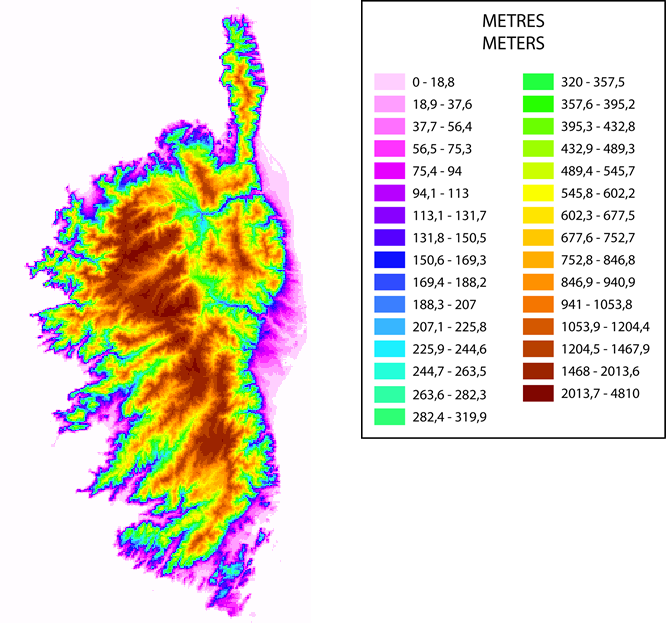
Relief de la Corse.

## Principales zones de relief
Le relief français peut être résumé de la façon suivante :
- les chaînes de montagne de formation récente aux sommets élevés et pointus : les Alpes, culminant au mont Blanc à 4 805,59 m ; les Pyrénées, culminant à 3 404 m d'altitude au pic d'Aneto situé en Espagne (côté français, le plus haut sommet est le Vignemale d'une altitude de 3 298 m) et le Massif corse, culminant au Monte Cinto (2 706 m) ;
- les montagnes plus anciennes aux sommets arrondis : le Massif central, culminant à 1 885 m au sommet volcanique du puy de Sancy ; le Jura, culminant à 1 720 m d'altitude au sommet du crêt de la Neige ; les Vosges, culminant à 1 424 m au Grand Ballon ; le Massif armoricain, culminant à 416 m au mont des Avaloirs ; le Morvan culminant à 901 m au Haut-Folin et les Ardennes culminant à 694 m au signal de Botrange en Belgique ;
- de très vastes plaines : le Bassin parisien et le Bassin aquitain.

Les limites entre les différents reliefs reliant les bassins ou les plateaux sont de différents types :
- des seuils : seuil morvano-vosgien, seuil du Poitou, seuil de Naurouze, seuil du Cambrésis, trouée de Belfort ;
- des cluses : cluse de Chambéry
- des cuestas : cuestas de Lorraine
- des vallées : val de Couz, vallée du Rhône
- des grabens : fossé rhénan, graben de Bresse

## Altitudes
L'altitude moyenne de la France continentale n'a pas été déterminée avant 1940. L'altitude moyenne serait de 342 m, ne dépassant que d'une quarantaine de mètres celle donnée par Penck pour l'Europe.
La France a pour point culminant le mont Blanc dans les Alpes, de 4 806 m d'altitude, également sommet le plus haut d'Europe (sans compter plusieurs sommets du Caucase à plus de 5 000 m, appartenant ou non à l'Europe selon les définitions).

## Incidences
Le relief est un facteur important de la répartition des activités et constructions humaines : la plupart des grandes villes se situent en plaine ; les zones de montagnes sont peu peuplées, car difficiles d'accès. Le relief influence également le type d’activités agricoles : les plaines sont propices aux grandes cultures céréalières, tandis que l'élevage extensif est généralement de mise dans les montagnes.